# Miednice płaskie
Miednice płaskie (łac. pelves planae) – spośród nich wyróżnia się dwa typy miednic: miednice płaskie zwykłe oraz płaskie krzywicze. Etiologia-krzywica – jedynie w pierwszym typie nie stwierdza się wyraźnych śladów przebytej krzywicy.

## Miednica płaska zwykła
Miednica płaska zwykła charakteryzuje się cechami:
- Skrócony wymiar prosty we wchodzie.
- Wymiar poprzeczny większy od przeciętnego.
- Kość krzyżowa wysunięta ku przodowi, wklinowana między kości biodrowe, co powoduje zmniejszenie wszystkich wymiarów prostych.
- Podwójny wzgórek kości krzyżowej: utworzony przez ostatni kręg lędźwiowy i znajdujący się bliżej spojenia łonowego.
- Wymiar sprzężnej prawdziwej nie mniejszy niż 8,5 cm.

## Miednica płaska krzywicza
Miednica płaska krzywicza powstaje we wczesnym dzieciństwie na tle przebytej krzywicy. Kształt zbliżony do kształtu miednicy płaskiej. Najczęściej powoduje krzywicę w dzieciństwie i późne rozpoczęcie chodzenia dziecka.

## Objawy
W badaniu widoczne:
- skrzywienie kończyn dolnych
- skrzywienie kręgosłupa
- różaniec krzywicy
- krótkie nogi
- kwadratowy kształt głowy
- trójkątny kształt czworoboku Michaelisa